# Åkeslund
Åkeslund är en stadsdel i Västerort inom Stockholms kommun. Stadsdelen gränsar till Abrahamsberg, Riksby, Åkeshov, Nockebyhov och Olovslund.
I norr gränsar den till Riksby längs tunnelbanans södra sida. Den gränsar till Åkeshov längs Drottningholmsvägen och till Nockebyhov längs Åkeshovsvägen. Den gränsar till Olovslund i Gustav III:s väg och till Abrahamsberg i Gustav III:s väg och i skogen väster om Ritarvägen.

## Historia
Innan stadsdelen blev bebyggt låg här till 1938 en väldig soptipp. Den låg vid nuvarande korsningen av Tunnlandsvägen och Fredrikslundsvägen och sköttes av renhållningsfirman Frans Krig.
Under 1942 blev området bebyggt med hyreshus.
Fredrikslunds torp låg norr om Olovslund, nära nuvarande Fredrikslundsvägen och Tunnlandsvägens korsning, nära flyttblocket Lasse-Maja-stenen (RAÄ Bromma 133:1). Troligen revs torpet då Åkeslundsområdet började bebyggas 1939. Den tillhörde Åkeshov. Torpet arrenderades omkring 1890 av förre torparen Fredrik Jansson (född 1833), som kan ha varit den som givit namn åt torpet.
Torpet Åkerslund låg strax norr om och snett emot Olovslundsskolan norr om Gustav III:s väg i nuvarande kvarteret Penninglandet, i förlängningen av den nuvarande Åkerslundsgatan.  Åkerslunds torp var byggt omkring 1860. Det var en tvåvåningsvilla med utsikt över Drottningholmsvägen. Det låg på den platsen till någon gång på sent 1920 eller tidigt 1930-tal.
I Åkeslund låg torpet Åkeslund Grindstugan. Det var Ulvsunda slotts västra grindstuga, även Grindstugan, Wibergstun eller Vibergslund. Namnet Vibergslund finns nämnt i 1807-1810 års husförhörslängd. Stugan låg på Ulvsunda slotts mark i hörnet av nuvarande Fredrikslundsvägen och Tunnlandsvägen. Här gick gränsen mellan Ulvsundas och Åkeshovs ägor. Torpet revs 1940 för att ge plats för flerfamiljshus. I gatuhörnet några meter från hyreshuset växer fortfarande ett äppelträd, den enda kvarvarande resten av torpbebyggelsen.

## Bebyggelse

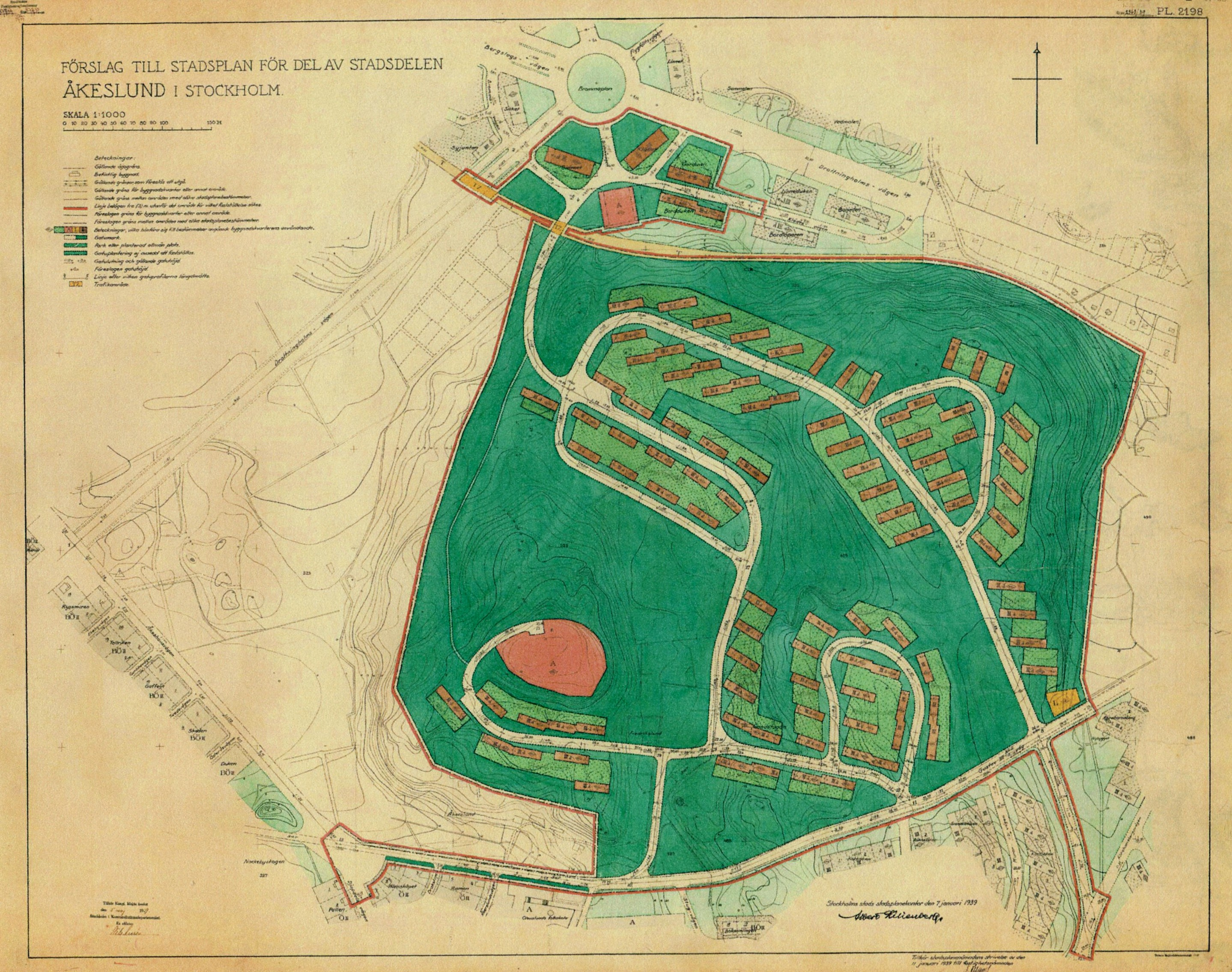
Stadsplanen från 1939.

Åkeslund bebyggdes under de första åren av 1940-talet huvudsakligen med smalhus med fasader i rött tegel. Stadsplanen upprättades i januari 1939 och vann laga kraft i maj samma år. Den är undertecknad av dåvarande stadsplanedirektören Albert Lilienberg. Planen visar ett hundratal smalhus, delvis sammanbyggda till längor. I stadsplanens föreskrifter bestämdes bland annat att minst ett rum i varje lägenhet skulle placeras så "att det fick tillgång till direkt solbelysning från sydligt väderstreck". De typiska smalhusen är friliggande i tre våningar med genomgående lägenheter (fönster mot gatan och gården) och en husbredd som normalt inte överstiger 10 meter.
På grund av sina byggnader uppförda i rött tegel kallas stadsdelen ibland för "den röda staden", medan Abrahamsbergs gula tegelhus gav upphov till namnet "den gula staden". Huvuddelen av stadsdelens smalhus ligger på en tallskogbevuxen bergknalle. Skogen har bevarats tätt inpå husfasaderna. Byggstarten försenades av andra världskrigets utbrott 1939 och för att sprida riskerna med stora investeringar i dessa orostider var det flera olika småbyggmästare som svarade för utbyggnaden. Området utgör idag tillsammans med Abrahamsberg ett av de mest välbevarade smalhusområdena i Stockholm. Med undantag av centrumbebyggelsen vid Brommaplan och den tidigare sjukhusbebyggelsen på Åkeshovs sjukhustomt i kvarteret Nymilen, är Åkeslund utpekat som särskilt kulturhistoriskt värdefullt i översiktsplanen för Stockholm.

## Före detta Åkeshovs sjukhus
Åkeshovs sjukhus vid Tunnlandsvägen 85-99 uppfördes ursprungligen 1966-1967 och byggdes om till flerbostadshus år 1997-1998. Byggherre var då JM AB och arkitekt var Hans Algard. År 1998 bildades Bostadsrättsföreningen Åkeslund nr 1. Föreningen har totalt 175 lägenheter, av vilka 107 lägenheter finns i det ombyggda Åkeshovs sjukhus och i två nybyggda 9-vånings punkthus finns det 66 lägenheter. Bostadsbeståndet kompletteras med två nybyggda stadsradhus.

## Kristofferskolan

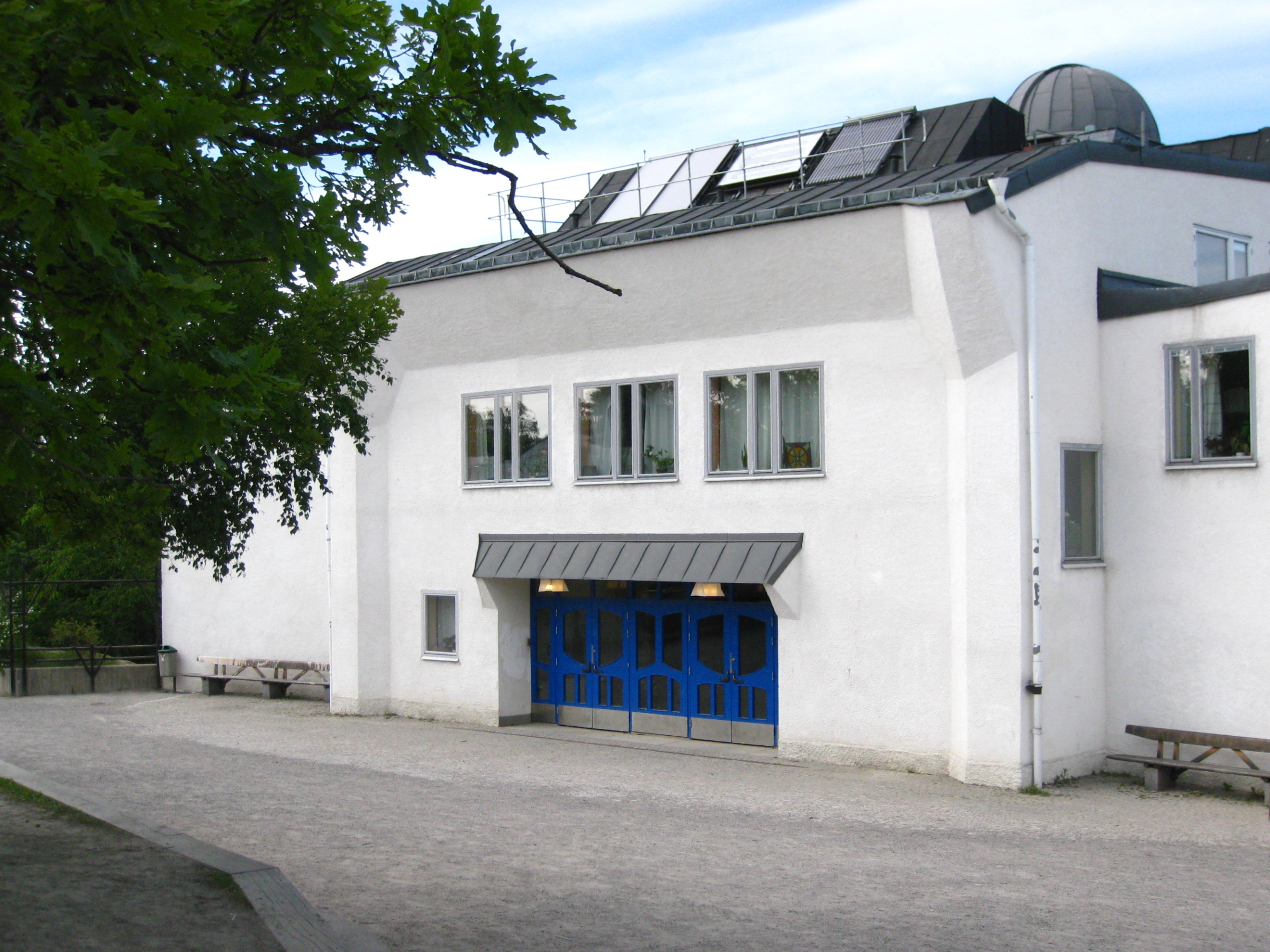
Kristofferskolan i Åkeslund 2010.

Mitt i stadsdelen ligger Kristofferskolan som invigdes i oktober 1967. Byggnaderna är ritade 1966 av arkitekt Erik Asmussen i hans typiska arkitekturstil med fria volymer i starka färger, en arkitektur som kommit att bli ett kännetecken för antroposoferna.

## Kommunikationer
Buss 124 trafikerar Gustav III:s väg. Linje 127 trafikerar Drottningholmsvägen. Ytterligare bussar stannar vid Brommaplans busstation.
Strax utanför stadsdelen ligger Brommaplans och Abrahamsbergs tunnelbanestationer.

## Demografi
Den 31 december 2021 hade stadsdelen 3 503 invånare, varav 25,9 procent med utländsk bakgrund.

## Några fornminnen i Åkeslundsområdet

### Flyttblock och blockterräng från istiden
I Åkeslundsområdet finns det på många ställen flyttblock, stora stenar, block och blockterräng från den senaste istiden.

### Blockterrängen i Mimerslund medDag och Delling

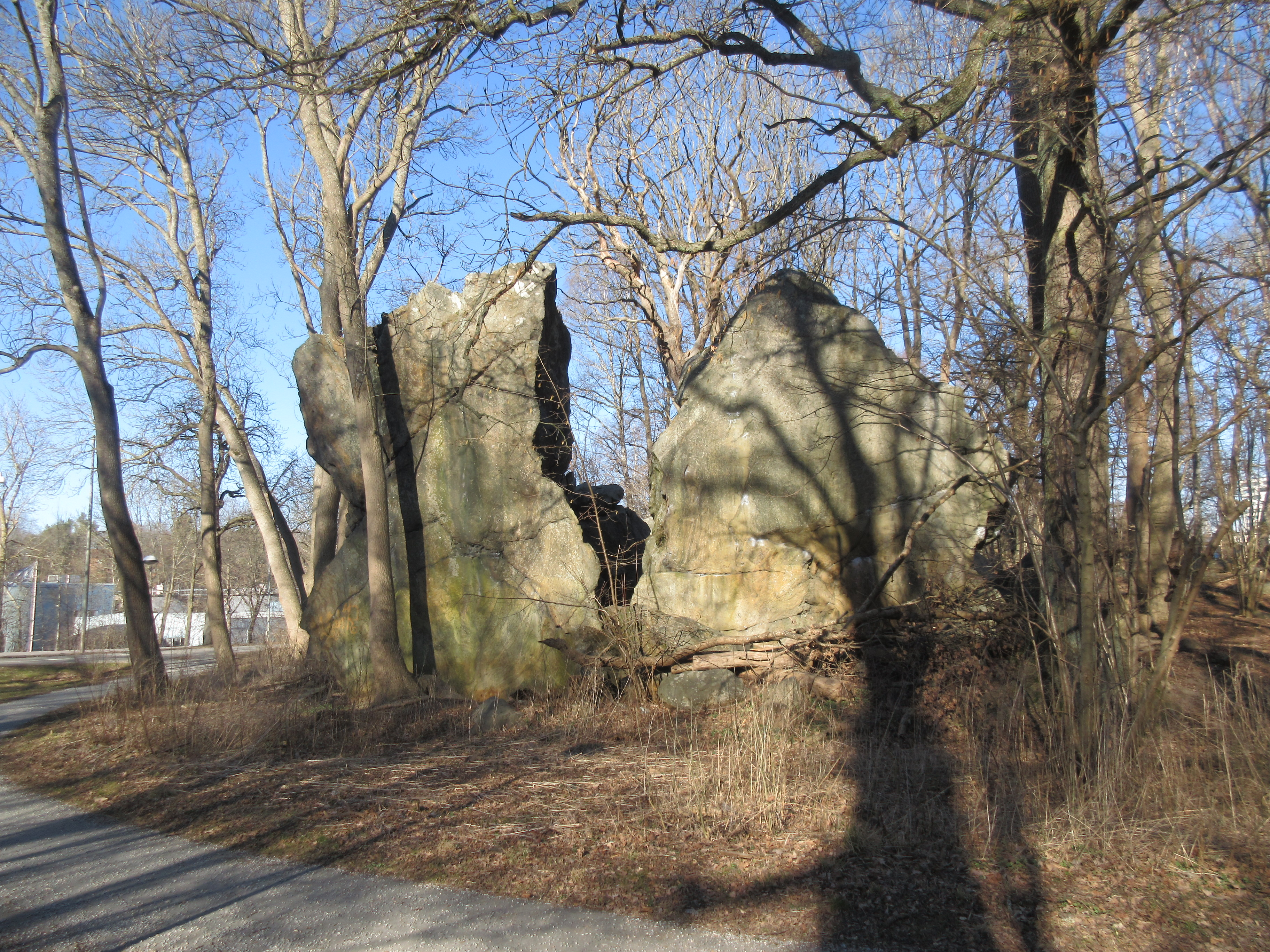
Flyttblocken Dag och Delling i Mimerslund invid Drottningholmsvägen vid korsningen Åkeshovsvägen.

I Mimerslund, nära gränsen till stadsdelen Åkeshov, i kvarteret Nymilen i skogsområdet mellan Tunnlandsvägen och Åkeshovsvägen, invid Drottningholmsvägen finns ett stort område med blockterräng och stora flyttblock från istiden. Här finner vi bland annat flyttblocken "Dag och Delling". samt även "Tors Bockar". I Mimerslund invid Drottningholmsvägen finns även det jättelika blocket Nidfjället. Detta stenblock ger intryck av en bergknalle, men är faktiskt ett löst block med en svans av mindre block utdragen mot sydväst.  

### Blockterrängen i Torslunden medAtle-Tor

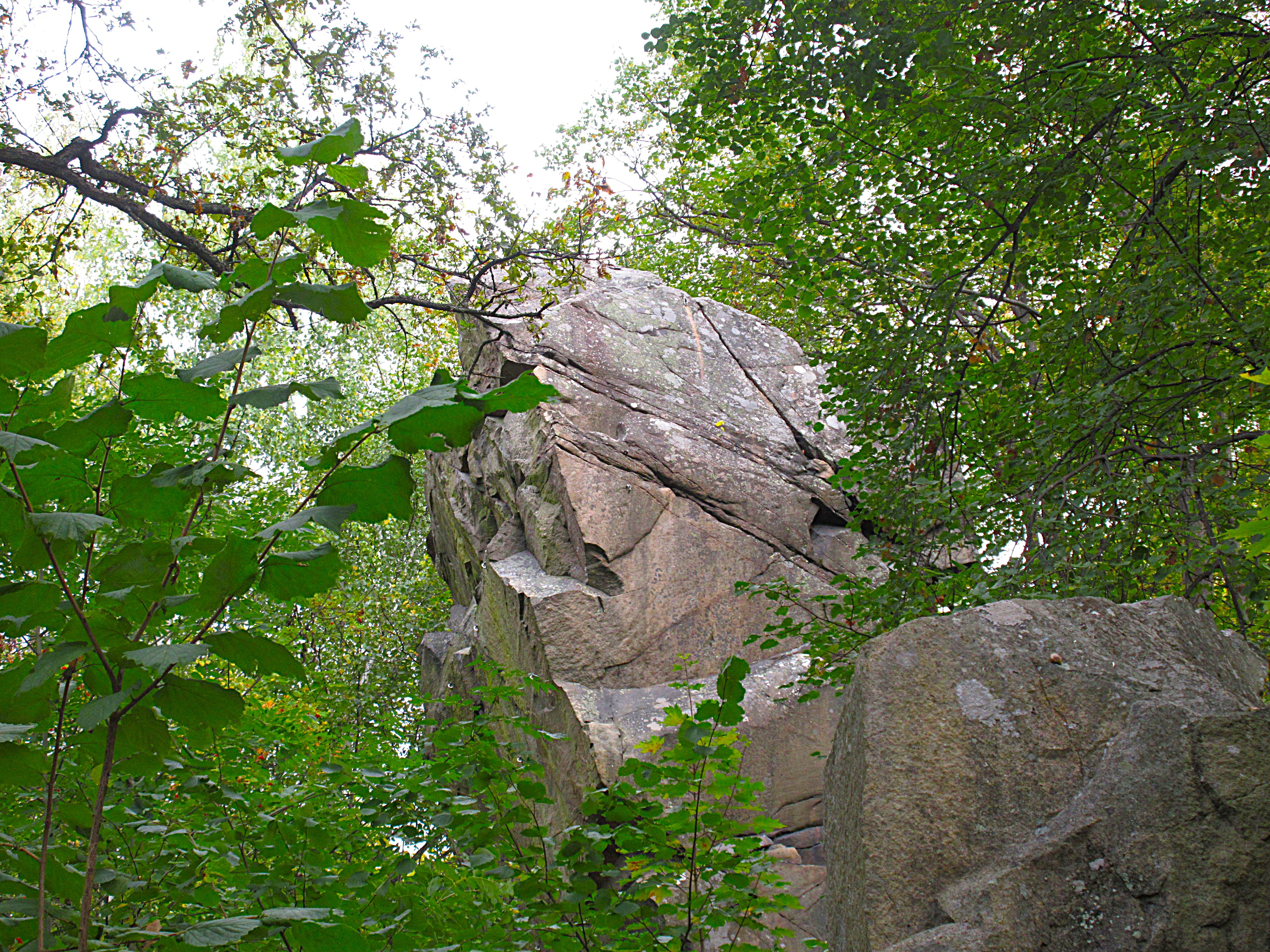
Flyttblocket Atle-Tor i Torslunden vid promenadvägen nära koloniområdet i Åkeslund, Koloniföreningen Åkeshov III.

I sydvästra änden av Åkeslunds stadsdel, i ett skogsområde som kallas Torslunden, finns en mycket praktfull blockterräng med verkligt stora flyttblock från senaste istiden.  Här finns en märklig upprättstående sten på Fredrikslundshöjdens södra sluttning.
- RAÄ Bromma 137:1. Flyttblocket Atle-Tor (även skrivet Atle Tor) ligger i Åkeslund längs parkvägen mellan hörnet av Gustav III:s väg/Åkeshovsvägen och Tunnlandsvägen. Flyttblocket Atle-Tor är ca 10 meter högt, 4 meter brett och 4 meter tjockt. Det är ett långsmalt block, som ligger i en blockig brant i Torslunden. Det liknar en stående man och kallas därför "Atle-Tor". Stenen står cirka 15 meter nordöst om promenadvägen på västsluttning av större blockigt bergsområde. Runtom finns flera mindre och större block och ytan är helt och hållet instängslad.[8]

Flyttblocket är en fornlämning (RAÄ Bromma 137:1) och det är registrerat i Fornminnesregistret som kulturhistorisk lämning. Det är Länsstyrelsen som avgör angående skydd och bevarande för lämningar som denna. Ekologer från miljöförvaltningen besökte under 2015 objektet. Tillsammans med flera andra flyttblock är detta "Atle-Tor"-flyttblocket inhägnat med stängsel som försvårar skötseln. För att objektet ska vara fortsatt synlig rekommenderas slyröjning.

### Blockterrängen ochLasse-Maja-stenen

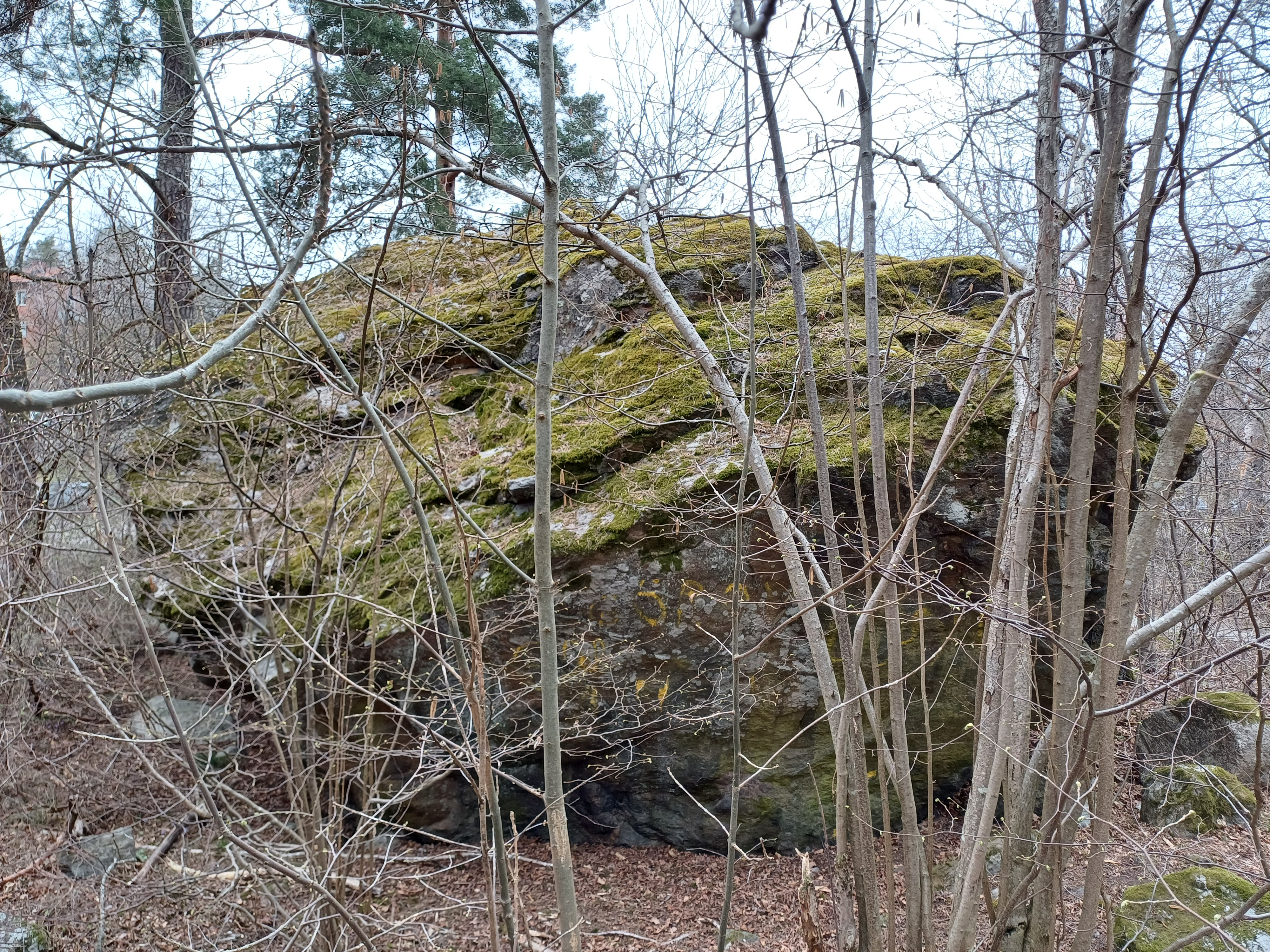
Flyttblocket Lasse-Maja-stenen nedanför Fredrikslundshöjden i Åkeslund.

- RAÄ Bromma 133:1. Lasse-Maja-stenen. I sluttningen nedanför Fredrikslundshöjden, särskilt mot kolonistugorna. Vid Fredrikslundsvägen i kvarteret Lispundet och norr om kvarteret Pyndaren finns Lasse-Maja-stenen, som är ett 2 meter högt och 6 x 4,5 meter stort flyttblock. Det är beläget på svagt sluttande storblockig morän nedanför en bergsrygg. Enligt sägnen ska stortjuven Lasse-Maja ha haft ett gömställe och tjuvgömma under blocket. Lasse-Maja lär ha gömt sig i en grotta under stenen vid någon stöldrunda i början av 1800-talet.[10]

### BlockterrängenRagnarök
I Nockebyskogen på Nockebyhöjdens östra slutning på branten ner mot Drottningholmsvägen en ansamling av något mindre block som av kvartärgeologen, professorn och politikern Gerard De Geer (1858-1943) fick det passande namnet "Ragnarök", ("Gudarnas sista öde" eller "Makternas Undergång"). Ragnarök inom nordisk mytologi är en serie händelser, inklusive en avgörande strid, som förutspås leda till jordens undergång. Gerard De Geer lade märke till blocken och publicerade flera små populära skrifter om dem. Då fick många av blocken fantasifulla namn, som var hämtade från den fornnordiska mytologin. Det långsmala blocket Atle-Tor skrev Gerard De Geer "Atletor" och det namnet finns medtaget på Eniros karta. De Geer-moräner (årsmoräner) är också en av hans upptäckter. Hans studier av svenska strandlinjer efter istiden var en bekräftelse på tidigare framlagda teorier som satte landhöjningen i samband med istiden.

### Stensättningar från äldre järnåldern

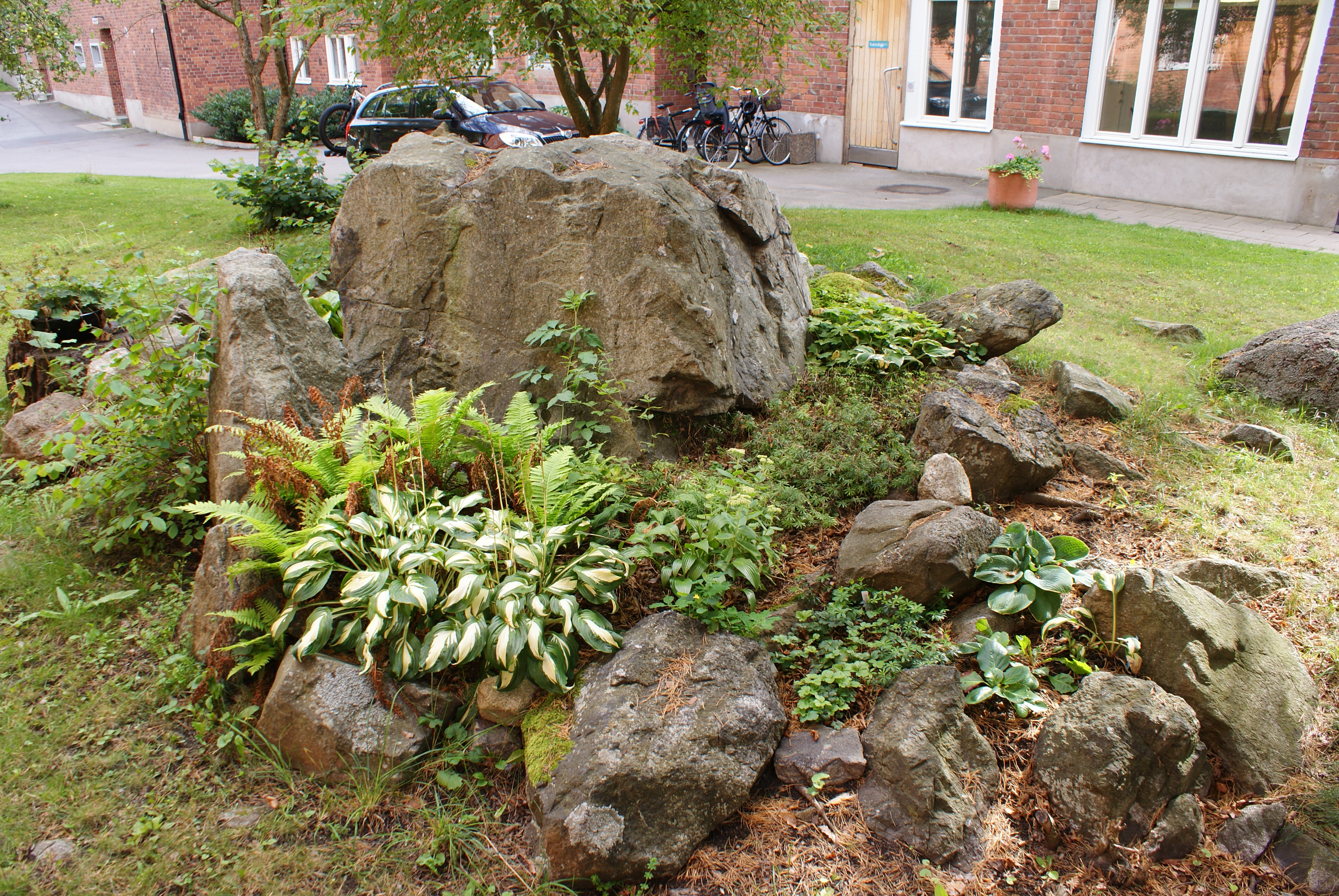
RAÄ Bromma 154:1. Stensättning som hör till äldre järnåldern och som är 6 meter i diameter, 0,25 meter högt, ligger på krön av smärre moränrygg nära Stopvägen i Åkeslund.

I Åkeslund finns några stensättningar som kan antas höra till äldre järnålder eller till och med yngre bronsålder.
- RAÄ Bromma 11:1. Stensättning. En rektangulär stensättning från bronsåldern, som var belägen på krön av en liten bergsrygg alldeles söder om Brommaplan och norr om skärningen Tunnlandsvägen/Stopvägen undersöktes och togs bort på grund av byggnation 2006.
- RAÄ Bromma 98:1. Stensättning. En rund stensättning på 6 meter i diameter som låg på krön av moränbundet berg norr om korsningen Stopvägen/Spannvägen i Åkeslund undersöktes och togs bort 2006. Inga fynd gjordes, enligt uppgift på Stadsmuseets hemsida.
- RAÄ Bromma 154:1. Stensättning. En stensättning, som hör till äldre järnålder och som är 6 meter i diameter, 0,25 meter högt, ligger på krön av smärre moränrygg och 6 meter norr om hyreshus i Åkesund alldeles söder om en skarp kurva av Stopvägen cirka 100 meter norr om Tunnlandsvägen.[12]